# Ola Fløene
Ola Fløene (Hamar, 1 februari 1969) is een Noors rallynavigator, actief naast Mads Østberg in het wereldkampioenschap rally.

## Carrière
Ola Fløene is sinds halverwege de jaren negentig actief in de rallysport en navigeerde jarenlang voor uiteenlopende rijders in nationale en internationale rally's. In 2006 nam hij plaats naast Andreas Mikkelsen, wier hij begeleidde naar zijn eerste successen. Het duo won de titel in de Intercontinental Rally Challenge in 2011 en 2012 met een Škoda Fabia S2000. Fløene volgde Mikkelsen in eerste instantie niet toen die begon aan zijn hoofdstuk in het wereldkampioenschap rally met Volkswagen's Polo WRC, maar keerde naast hem terug in de loop van het 2014 seizoen, nadat Mikkelsen en Mikko Markkula hun werkrelatie tot een einde hadden gebracht. Fløene en Mikkelsen wonnen uiteindelijk hun eerste WK-rally in Catalonië in 2015, nota bene op de laatste klassementsproef, nadat Sébastien Ogier in leidende positie onverwacht uit de rally crashte. 
Fløene stapte in 2016 in bij M-Sport als nieuwe navigator van Mads Østberg, met wiens vader Morten Østberg, hij actief was in de jaren negentig.